# Nijmeegse Vierdaagse 2021
Zoals gebeurde in 2020, de Nijmeegse Vierdaagse 2021 werd vroegtijdig op 8 februari 2021 afgelast vanwege de aanhoudende coronacrisis.
Reden voor afgelasting is dat de anderhalvemetermaatregelen onmogelijk gehandhaafd zouden kunnen worden en de vaccinatiegraad niet hoog genoeg is. Meerdere opties zijn onderzocht, maar bleken financieel en organisatorisch onverantwoord te zijn om het evenement door te laten gaan.
Voor een tweede jaar, de Koninklijke Wandel Bond Nederland (KWBN) organiseerde een alternatieve Vierdaagse, waarbij looproutes lokaal zijn. Er waren souvenir medailles te koop, in goud voor wandelaars van 30, 40 of 50 km per dag, en zilver voor 5, 10 of 20 km per dag.

## Externe link

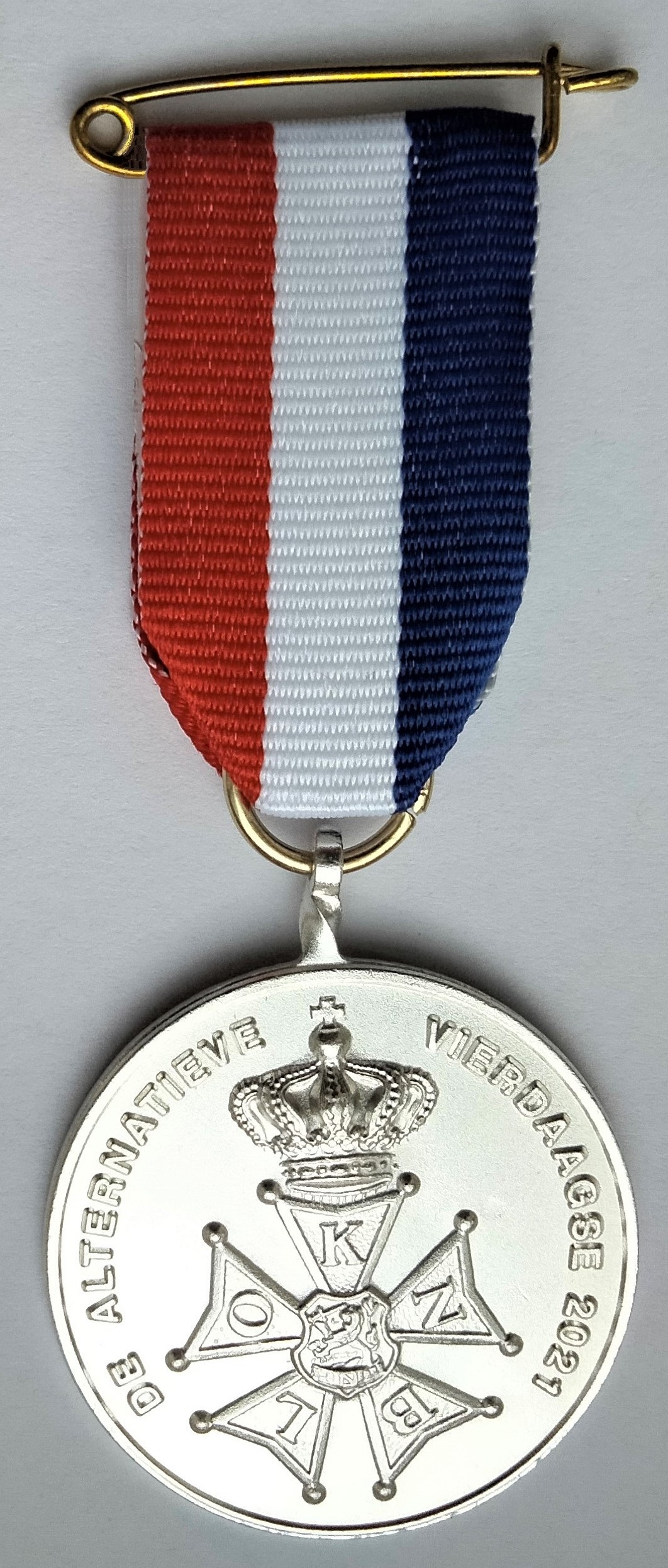
Zilver souvenir medaille voor dagelijkse wandelingen van 5-20 km